# La Brea (Trinité-et-Tobago)
Pour les articles homonymes, voir Brea, La Brea Tar Pits et La Brea (série télévisée).

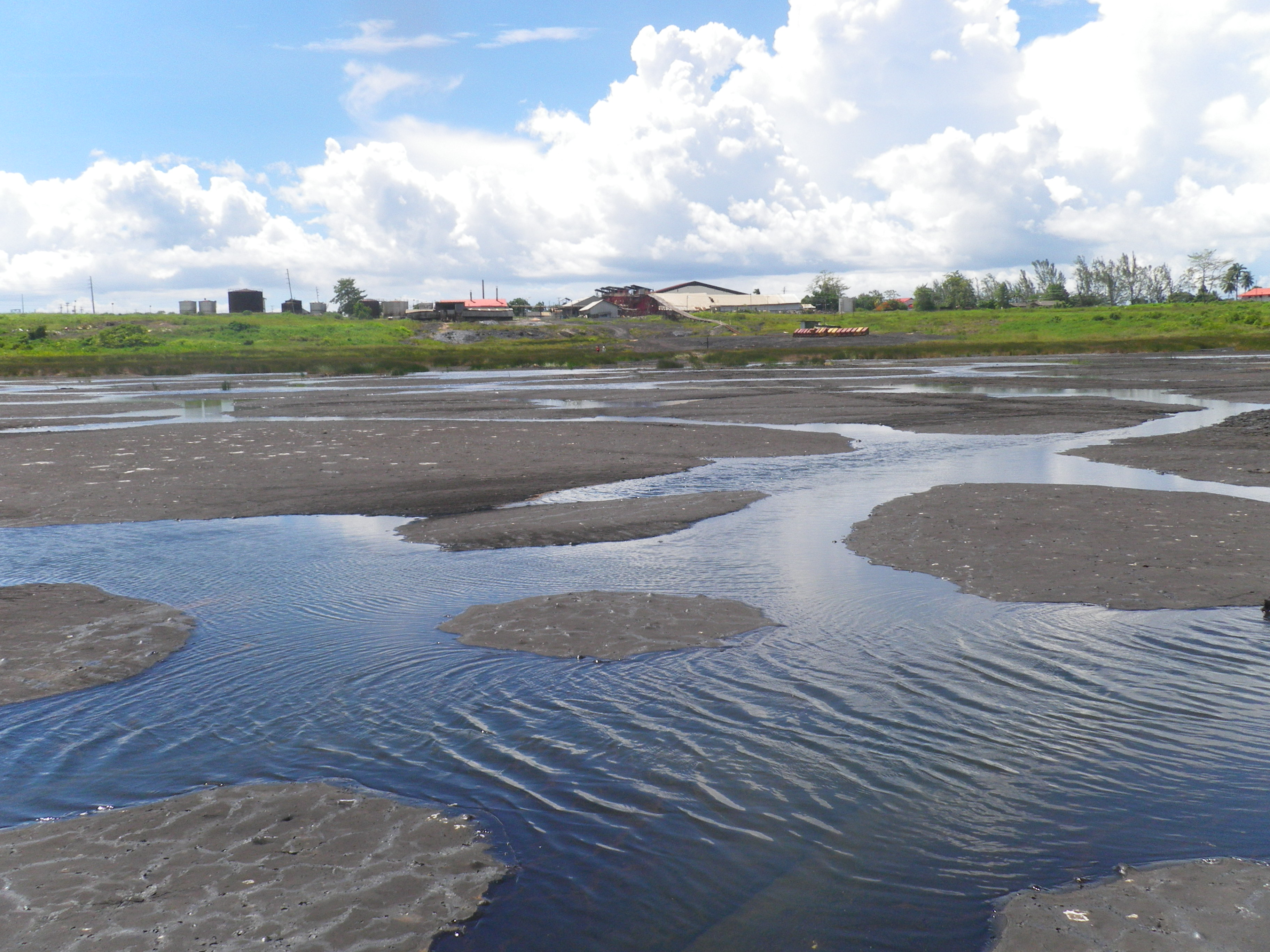
Pitch Lake.

La Brea est une ville du sud-est de Trinité, situé au nord de Point Fortin et au sud de Rousillac et de San Fernando. La Brea est surtout connue comme le site de Pitch Lake, un lac d'asphalte naturel. La ville a une superficie de 52 km² et compte 18 000 habitants.